# Khoang mũi
Khoang mũi là một không gian rộng, đầy không khí phía trên và phía sau mũi ở giữa mặt.  Vách ngăn mũi chia khoang thành hai ngăn mũi.  Mỗi ngăn mũi (fossa) là sự tiếp nối của một trong hai lỗ mũi.  Khoang mũi là phần trên cùng của hệ hô hấp và cung cấp đường mũi cho không khí hít vào từ lỗ mũi đến vòm họng và phần còn lại của đường hô hấp.
Các xoang cạnh mũi bao quanh và chảy vào khoang mũi.

## Kết cấu
Thuật ngữ "khoang mũi" có thể chỉ mỗi một trong hai ngăn của mũi, hoặc hai bên kết hợp. 

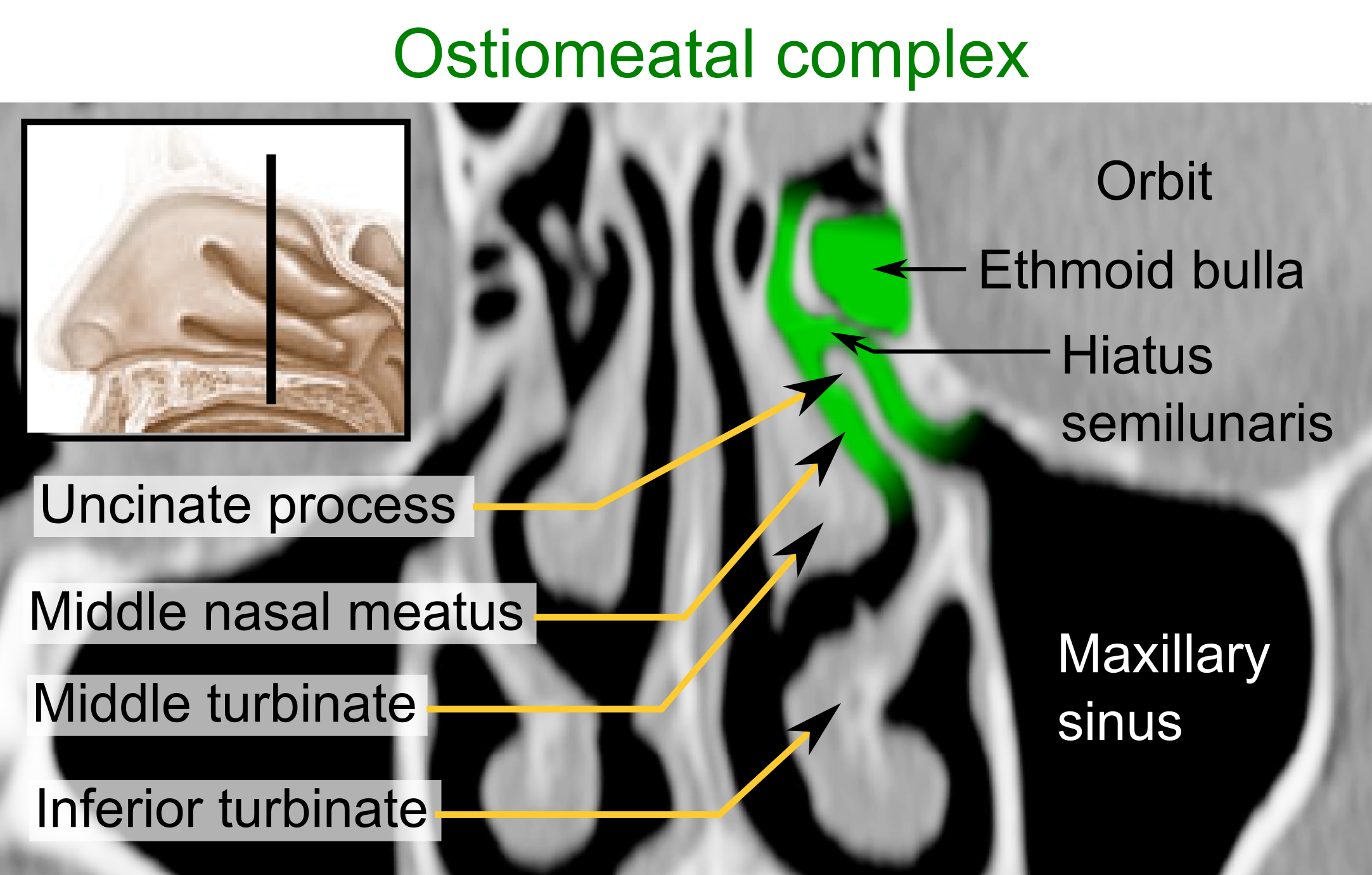
CT scan trong mặt phẳng vành, cho thấy phức hợp xương (vùng màu xanh lá cây).

Thành bên của mỗi khoang mũi chủ yếu bao gồm xương hàm trên.  Tuy nhiên, có một sự thiếu hụt được bù đắp bởi tấm vuông góc của xương vòm miệng, lá mỏm bướm trong, khối bên của xương sàn và xoăn mũi dưới.  Các xoang cạnh mũi được kết nối với khoang mũi thông qua các lỗ nhỏ gọi là lỗ ngách (ostium).  Hầu hết các xương này tương tác với mũi thông qua thành mũi bên, thông qua phễu.  Vùng này được gọi là phức hợp lỗ ngách.
Mái vòm của mỗi khoang mũi được hình thành ở phần trên của nó đến một nửa bởi xương mũi và phần dưới bởi các mối nối của sụn bên trên và vách ngăn mũi.  Mô liên kết và da bao phủ các thành phần xương và sụn của phần mũi.
Sàn của khoang mũi, cũng tạo thành vòm miệng, được tạo thành bởi xương của vòm miệng cứng: tấm ngang của xương vòm miệng sau và quá trình vòm miệng của xương hàm trước.  Phía trước khoang mũi là tiền đình mũi và mở bên ngoài, trong khi phía sau pha trộn, thông qua khoang hình phễu lỗ mũi sau vào vòm họng.